# Acaena tenera
Acaena tenera là loài thực vật có hoa trong họ Hoa hồng, có nguồn gốc từ Patagonia và một số đảo cận Nam Cực. Loài này được nhà thực vật học người Nga Nikolai Albov mô tả khoa học đầu tiên vào năm 1896.

## Mô tả
Acaena tenera phát triển như một loài cây bụi. Loài này tương đồng với loài cây bụi lớn (Acaena magellancia) nhưng nhỏ hơn về kích thước và mọc thấp gần mặt đất. Loài này bao gồm tối đa sau lá chét. có màu xanh bóng với viền màu đỏ. Chúng có thân dài khoảng 3–8 cm và có cụm hoa mọc ở đầu thân. Hạt cây có gai và dễ đâm vào lông và lông vũ của động vật.

## Phân bố và sinh cảnh
Acaena tenera có nguồn gốc từ Patagonia, Nam Georgia và quần đảo Falkland. Loài này phân bố rộng rãi ở môi trường sống phổ biến nhất của chúng là địa hình khô, nhiều đá ở độ cao lên tới 600 m.